# Поппея Сабина
Поппея Сабина (лат. Poppeia Sabina), официальное имя — Божественная Августа Поппея Сабина (лат. Divi Poppeia Sabina Augusta; 30, Помпеи — 65, Рим) — вторая жена императора Нерона.

## Происхождение и детство
Поппея родилась в 30 году в семье Тита Оллия и Поппеи Сабины Старшей, в Помпеях. При рождении, согласно римской традиции, получила имя, которое носили все женщины рода по отцовской линии Оллия. Во времена Тиберия Тит Оллий — скромный выходец из Пицена — был квестором. Он имел весьма тёплые отношения с Сеяном, после разоблачения заговора которого был казнён.
Мать Поппеи, Поппея Сабина Старшая, считалась первой красавицей своего времени. Она была дочерью Гая Поппея Сабина, выходца из скромного плебейского рода, которому в 9 году удалось стать консулом, а с 12 по 35 год занимать должность проконсула в Мёзии и Фракии. В 35 году он был удостоен триумфа за подавление восстания во Фракии. Был прекрасным администратором и заслужил хорошее отношение к себе со стороны Августа и Тиберия.
После казни Оллия Поппея Старшая вышла замуж второй раз — за Публия Корнелия Лентула Сципиона. В самом конце 35 года скончался отец Поппеи, и мать дала Оллии новое имя в честь своего отца — деда девочки по материнской линии. Так Оллия стала Поппеей Сабиной. Лентул не удочерял её — у него уже был ребёнок от первой жены, а в начале 40-х годов Поппея Старшая родила ещё одного мальчика.

## Первый брак
Около 45 года Поппею выдали за Руфрия Криспина, всаднического сословия. В то время он занимал весьма престижную должность — префекта преторианской гвардии.
Она отличалась редкой красотой, была богата, умна и образована.

Тацит так описывал Поппею Сабину
Мать её, почитавшаяся первой красавицей своего времени, передала ей вместе со знатностью и красоту; она располагала средствами, соответствовавшими достоинству её рода;
речь её была любезной и обходительной, и вообще она не была обойдена природною одаренностью.
В общественных местах показывалась редко и всегда с полуприкрытым лицом, — то ли, чтобы не насыщать взоров, то ли, быть может, потому, что это к ней шло. (3)
В 47 году её мать стала жертвой интриг императрицы Мессалины — обвинена в прелюбодеянии с Валерием Азиатиком. Реальной причиной обвинения стала связь Поппеи Старшей с актёром Мнестером, которого Мессалина к ней взревновала. Поппея Сабина Старшая была вынуждена покончить жизнь самоубийством.
Примерно в то же время у Криспина и Поппеи родился сын.
В 51 году Криспин потерял свою должность — так как новая жена императора Клавдия, — Агриппина добилась его смещения и префектом преторианцев был назначен Бурр. В 58 году Поппея развелась с ним. Криспин был казнён Нероном в 65 году из-за личной неприязни.

## Второй брак
Тацит утверждает, что в выборе мужей и возлюбленных Поппея руководствовалась не чувствами, а корыстью и властолюбием. Так, её брак с Отоном скорее всего стал попыткой сближения с окружением молодого Нерона. В то время Отона и Нерона считали друзьями. Во время застолий Отон непрерывно похвалялся прелестями своей жены, о чём Тацит писал так:
…46. (1) Бывая у принцепса, Отон всякий раз превозносил красоту и прелесть жены, или неосмотрительный от пылкой влюбленности, или с целью разжечь его страстью к Поппее и, если бы они стали совместно обладать одной женщиной, использовать эти узы для усиления своего могущества. (2) Нередко можно было услышать, как, поднимаясь из-за стола Цезаря, он говорил, что отправляется к ней, что ему достались знатность и красота, то, чего все так горячо желают и что составляет отраду счастливых. (3) Эти и подобные им полные соблазна слова не замедлили возыметь действие…
Брак этот продлился четыре года. В 58 году Поппея пустила в ход свои чары и соблазнила Нерона, став его возлюбленной. После этого Нерон удалил Отона из Рима и назначил его наместником в Лузитанию, приказав оставить Поппею в Риме. Агриппина была категорически против связи сына с Поппеей, однако Нерон не желал её слушать.
В 62 году Поппея объявила Нерону, что беременна. После этого Нерон развёлся с Октавией и через 12 дней после развода женился на Поппее.

## Жена Нерона

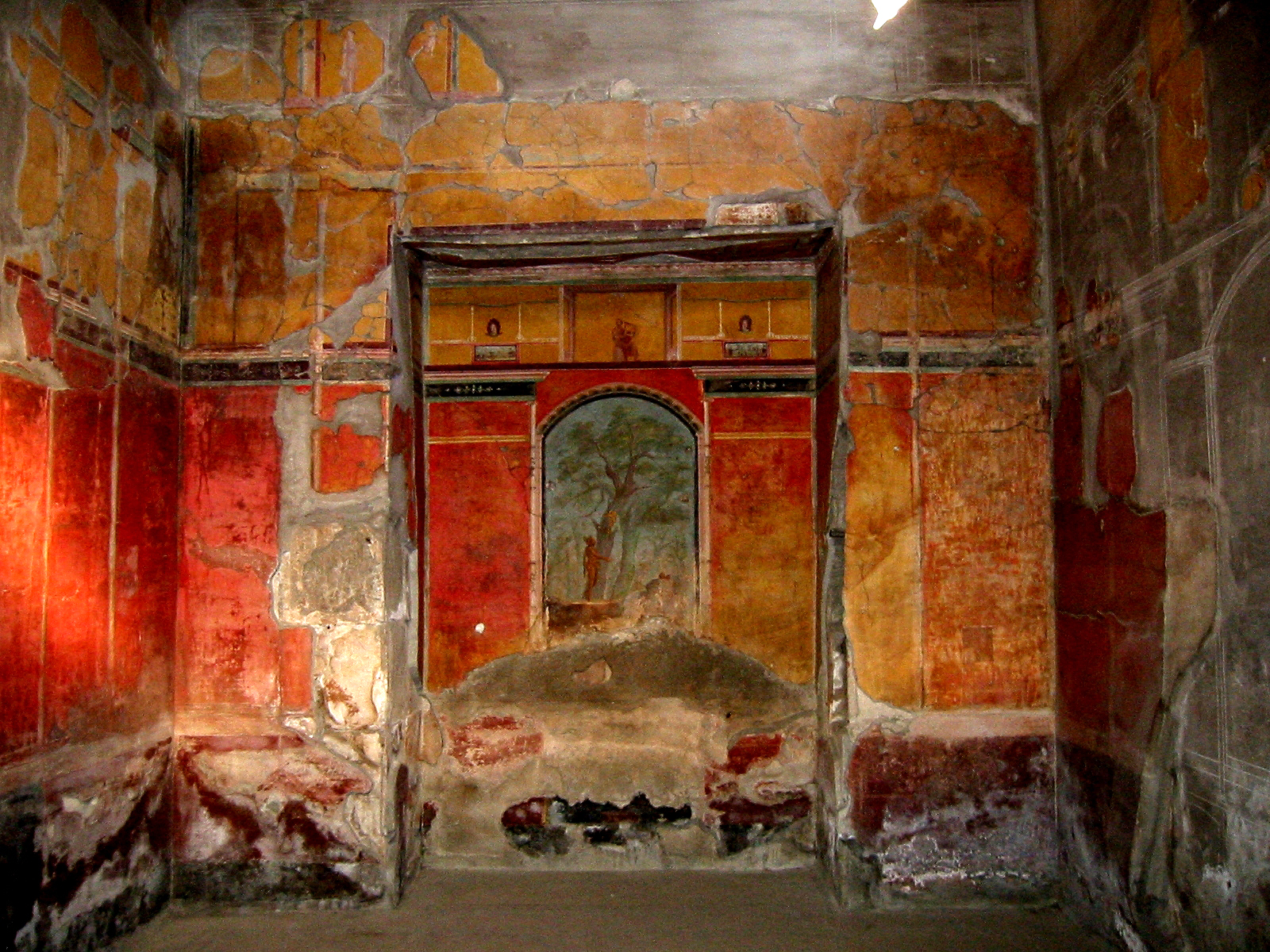
Интерьер виллы Поппеи в Оплонтисе.

После того, как Поппея стала супругой Нерона, она приложила все усилия, чтобы устранить популярную в народе Октавию — его предыдущую жену. Нерон горячо любил свою супругу, всячески потакал ей. Поппея жила в непревзойдённой роскоши, вела крайне расточительный образ жизни, обладала огромным влиянием на императора и принимала немалое участие в принятии государственных решений.
В 62 году Поппея встречалась с Иосифом Флавием. Он даёт о ней весьма лестный отзыв в «Иудейских Древностях». Он называет её глубоко верующей женщиной, которая наставляла императора в вере. Согласно Тациту Поппея интересовалась иудаизмом и покровительствовала евреям, однако это не мешало ей держать при себе халдеев и магов.
Так или иначе, но она способствовала освобождению, по просьбе Иосифа, еврейских первосвященников, заключённых под стражу прокуратором Иудеи. Также она добилась от Нерона запрета на снос стены вокруг иерусалимского храма, которую по приказу наместника должны были разрушить.
В январе 63 года Поппея родила Нерону дочь, получившую имя Клавдия. Обеим Сенат присвоил титул Августы. До Поппеи, при жизни, этот титул носили лишь Ливия Друзилла и Агриппина Младшая. Но через 4 месяца после рождения девочка умерла. После смерти она была обожествлена, в её честь были построены храмы, в которых жрецы отправляли культ божественной Клавдии Августы.
В 65 году Поппея вновь забеременела.

## Смерть
Существует множество версий смерти Поппеи. По одной из них, во время ссоры из-за того, что Нерон много времени проводил на скачках, император пнул её в живот, чем и вызвал смерть. По другой версии, Нерон отравил Поппею. Современные историки считают, что Поппея могла скончаться из-за неудачных родов или выкидыша.
После смерти императрица была не кремирована, как большинство членов августейшего семейства, а забальзамирована и похоронена со всеми почестями в императорском мавзолее. Нерон долго оплакивал Поппею. Считается, что брак с мальчиком Спором был заключён из-за того, что последний внешне походил на Поппею. В разговорах Нерон даже называл Спора её именем.

## Поппея в литературе и искусстве

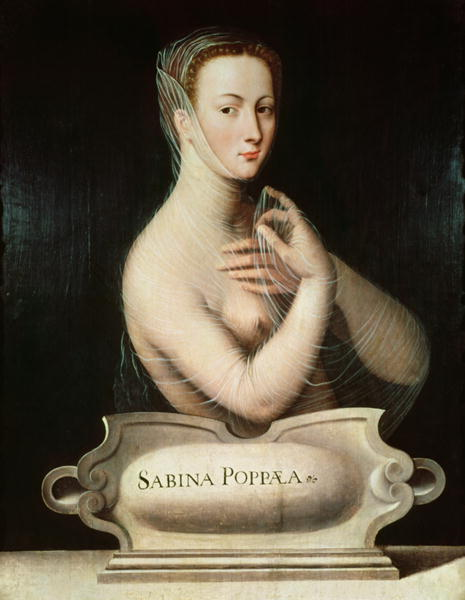
Сабина Поппея. Школа Фонтенбло. (ок. 1580)

- 1642 — опера «Коронация Поппеи» Клаудио Монтеверди (либретто Франческо Бузенелло).
- 1709 — оперы «Агриппина» и «Нерон[нем.]» Георга Фридриха Генделя.
- Одна из композиций альбома Aégis готик-дум группы Theatre of Tragedy носит название Poppæa

### В художественной литературе
- I век — «Октавия», трагедия Сенеки.
- 1889 — «Нерон» Эрнста Экштейна.
- 1896 — роман «Камо грядеши» Генриха Сенкевича.
- 1932 — роман «Иудейская война» Лиона Фейхтвангера.

### В кино

#### Художественные фильмы
- 1925 — «Камо грядеши[англ.]» (Италия). В роли Поппеи — Элена Сангро.
- 1932 — «Знак креста» (США) режиссёра Сесила Демилля. В роли Поппеи — Клодетт Кольбер.
- 1951 — «Камо грядеши» (США) режиссёра Мервина Лероя. В роли Поппеи — Патриша Лаффан.
- 1956 — комедия «Любовница Нерона[англ.]» (Италия) режиссёра Стено. Поппею сыграла Бриджит Бардо.
- 1965 — Классический «Доктор Кто», 2 сезон, 12 история  «Римляне». В роли Поппеи — Кэй Патрик
- 1969 — комедия «Горячие ночи Поппеи[англ.]» (Италия) режиссёра Гуидо Малатеста. В роли Поппеи — Ольга Шоберова.
- 1972 — комедия «Поппея, римская шлюха» (Италия) режиссёра Альфонсо Брешия. Поппею сыграла Феми Бенусси.
- 1976 — мини-сериал «Я, Клавдий» (Великобритания) режиссёра Херберта Уайза. Поппею сыграла Салли Бейзли.
- 1977 — комедия «За любовь к Поппее» (Италия) режиссёра Мариано Лауренти. В роли Поппеи — Мария Бакса.
- 1982 — «Нерон и Поппея» (Италия, Франция, режиссёр Бруно Маттеи). В роли Поппеи — Франсуаза Бланшар.
- 1985 — мини-сериал «Камо грядеши» (США) режиссёра Франко Росси. Поппею сыграла Кристина Рейнес.
- 2001 — «Камо грядеши» (США, Польша) режиссёра Ежи Кавалеровича. В роли Поппеи — Агнешка Вагнер.
- 2003 — «Боудика» (США) режиссёра Билла Андерсона. Поппею сыграла Кара Тойнтон.
- 2004 — «Римская империя: Нерон» (Италия, Испания, Великобритания). В роли Поппеи — Элиза Товати.
- 2013 — «Император» (Польша) режиссёра Конрада Ленцкого. Поппею сыграла Эва Горних. Все диалоги в фильме ведутся на классической латыни.

#### Документальные фильмы
- 2006 — докудрама «Древний Рим: Расцвет и падение империи» (Великобритания). Поппею сыграла Кэтрин Маккормак.
- 2006 — «Безумные римские императоры[сербохорв.]» (Хорватия), двухсерийный документальный фильм режиссёра Домагоя Бурича. Роль Поппеи исполнила Марина Банович.